# Elettrotreno FS ETR.460
L'ETR.460 è un elettrotreno italiano monotensione ad alta velocità dotato di assetto variabile (Pendolino), costruito da Fiat Ferroviaria per conto delle Ferrovie dello Stato tra il 1993 e il 1995. 
Insieme agli ETR.470, ETR.480 ed ETR.485 appartiene alla terza generazione di Pendolino.

## Tecnica e storia
Gli ETR.460 sono caratterizzati dagli attuatori dell'assetto variabile posti in posizione quasi orizzontale fra cassa e carrello, ottenendo quindi un minor ingombro di tali dispositivi rispetto a convogli del passato, che li montavano in posizione verticale.
L'oscillazione massima è di 8°, come per l'ETR.450, ossia ridotta rispetto al progenitore ETR.401, che poteva piegarsi di 10°.
A velocità superiori ai 220 km/h subentra un sistema di sicurezza supplementare, l'"Apparato Controllo Instabilità Carrelli".
L'esperienza acquisita con gli ETR.450 è stata elaborata e rivista su questi elettrotreni, che hanno ricevuto cabine di guida più confortevoli ed un miglior comfort per il viaggiatore, con la presenza di spazi più ampi e di servizi accessori, come l'introduzione della carrozza bar-ristorante, assente negli ETR.450.
Rivoluzionato anche l'equipaggiamento elettrico di trazione, con una potenza complessiva di quasi 6 MW distribuita su 3 unità di trazione composte da due veicoli motorizzati ed un rimorchio ciascuna. 
Del tutto differenti i motori, che sono del tipo asincrono trifase, a più elevata potenza specifica, con regolazione di potenza ad inverter a GTO. Le apparecchiature elettriche ed elettroniche di bordo sono concentrate sotto le sole unità motrici. L'impiego dei motori asincroni trifase, in grado di fornire una potenza specifica più elevata rispetto a quelli a corrente continua, ha permesso di ridurne il numero complessivo da 16 (come sugli ETR.450) a 12, consentendo di fatto un miglioramento degli indici di affidabilità ed economia.
Altra importante novità è il telecomando delle apparecchiature non più di tipo tradizionale ma con segnale binario codificato su linea seriale. Tutti i circuiti sono inoltre ridondanti per maggiore sicurezza.
La frenatura elettrica è reostatica, con possibilità di inserire un sistema a recupero. La frenatura meccanica invece è realizzata tramite dischi comandati da un impianto elettropneumatico a rubinetto elettronico Wabcontrol.
Ogni convoglio può viaggiare solamente in composizione singola (non è possibile unire più convogli tra loro). La capienza complessiva di ogni ETR.460 è pari a 480 passeggeri, suddivisi tra 139 in 1ª classe, 341 in 2ª classe, più due disabili. 
In condizioni di affollamento, dovute a cause particolari, l'amministrazione ferroviaria può consentire l'accesso a bordo di altre 140 persone in piedi, distribuite in numero di 20 in ogni carrozza eccetto quella ristorante.
Come gli ETR.450, inizialmente anche gli ETR.460 erano stati concepiti come treni di sola prima classe, ma nell'estate del 1993, quando era già iniziata la costruzione dei primi esemplari, le FS decisero di includere anche il servizio di seconda classe, rendendo quindi necessaria una parziale riprogettazione che portò a un ritardo nella consegna dei primi treni: il 12 giugno 1994 il primo convoglio uscì dai cancelli della FIAT Ferroviaria nella composizione provvisoria di soli 6 elementi (due unità di trazione) di sola prima classe, cosa che avvenne anche per i successivi due treni. Nel corso dei mesi seguenti le composizioni vennero poi riorganizzate e completate con tutti gli elementi di seconda classe e le carrozze bar/ristoro.
Gli ETR.460 debuttarono in servizio nei primi mesi del 1995, assumendo quindi il ruolo di rotabili di punta delle FS; dapprima sostituirono gradualmente gli ETR.450 sulla relazione Milano-Roma, dopodiché, man mano che vennero completate le consegne di tutti e dieci i convogli (numerati da 21 a 30), vennero inseriti anche sulle relazioni tra Torino e Venezia e tra Torino, Genova e Roma.

A partire dall'autunno 1996 persero il primato sulla relazione Milano-Roma, venendo progressivamente sostituiti dai nuovi ETR.500.

Tre convogli (precisamente i numeri 21, 27 e 28) vennero modificati con apparecchiature per essere alimentati anche a 1500 V in corrente continua e poter circolare anche sulla rete ferroviaria francese, gestita da SNCF, andando così a effettuare, assieme ad alcuni treni francesi TGV, i collegamenti Artesia tra Milano e Torino fino a Lione via Modane e Chambéry, attivi dal 29 settembre 1996.
 Con la cessazione di tale servizio tutti i treni sono stati riconvertiti per operare sotto la sola rete italiana, creando così il nuovo gruppo ETR.465, poi riclassificato ETR.463.

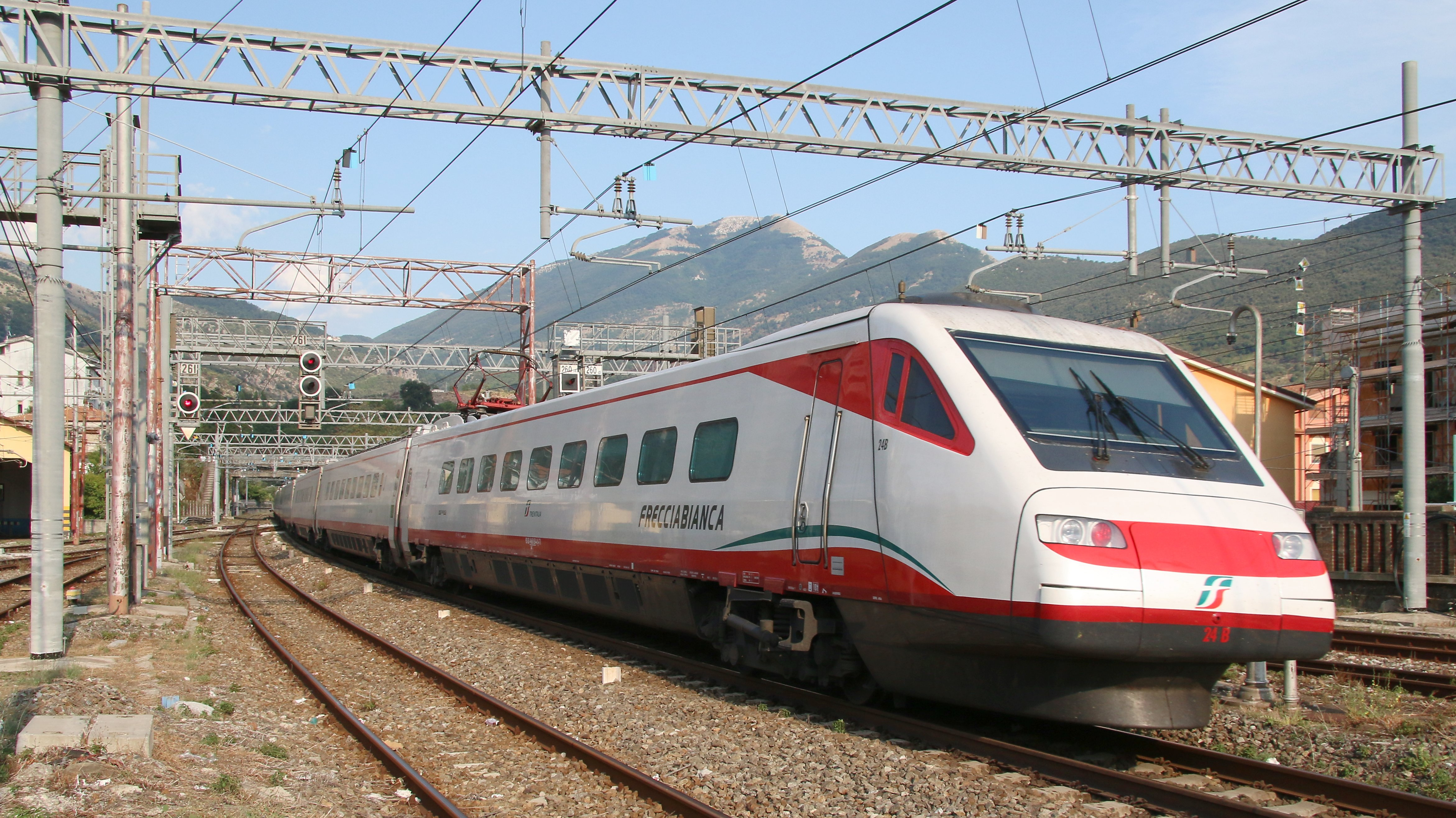
ETR.460 in livrea Frecciabianca in transito presso Sapri.

Dal progetto degli ETR.460 sono derivati gli ETR.480, sostanzialmente analoghi ma con la possibilità di essere resi in grado di funzionare anche a 25000 V in corrente alternata con frequenza di 50 Hz, installando un trasformatore sul rimorchio di ciascuna unità di trazione, allo scopo di permettere l'esercizio sulle nuove linee ad alta velocità. Tale modifica è stata in seguito attuata su tutta la flotta ETR.480, riclassificandoli ETR.485, per impiegarli nell'ambito della categoria di treni Frecciargento.
Da questa tipologia di treno, prodotto da Fiat Ferroviaria (poi acquisita dalla Alstom), sono stati ricavati i convogli Sm 220 finlandesi, gli ETR.470 della società Cisalpino (che, a seguito della chiusura di tale impresa, in parte sono stati demoliti ed in parte sono inizialmente confluiti nel parco rotabili di Trenitalia, venendo utilizzati su relazioni analoghe a quelle degli ETR.460, ed in seguito sono stati trasferiti in Grecia), il CPA 4000 Alfa portoghese, l'ETR 310 sloveno, la Serie 490 "Alaris" spagnola, il Br 390 – "Virgin Pendolino" – per la società inglese Virgin e il CDT 680 ceco.
Da dicembre 2016, come già avvenuto in passato per gli ETR.450, a causa di difficoltà economiche e logistiche nel reperimento dei pezzi di ricambio, sugli ETR.460/463 è stato disattivato il giroscopio che permette il pendolamento della cassa, rendendoli di fatto assimilabili ad altri elettrotreni a cassa non oscillante e privandoli della possibilità di viaggiare in rango P. Da tale data, gli "ex Pendolini" viaggiano in rango C, con velocità massima ridotta a 220 km/h, anche se l'attivazione del sistema anti-serpeggio dei carrelli consente, per brevi periodi, di mantenere all'occorrenza velocità superiori.
In origine tutti gli ETR.460 vestivano una particolare livrea basata sui colori bianco e rosso, analoga a quella degli ETR.450 ed ETR.480 e diversa da tutte le altre livree presenti sui treni italiani; in seguito hanno ricevuto tutti la livrea caratteristica dei servizi Frecciabianca.
Alla fine del 2022 Trenitalia ha deciso di dismettere progressivamente gli ETR.460 in vista dell'acquisto di convogli più moderni. Trattandosi di rotabili ancora tecnicamente validi, i nove treni sono stati posti in vendita; il termine della gara è scaduto il 31 gennaio 2023. Al momento del cambio orario del 10 dicembre 2023, dei 10 complessi ETR.460 costruiti, ne risultavano 5 ancora in servizio, usati solamente sulle relazioni Frecciabianca tra Genova e Roma, con una coppia di treni al giorno prolungata su Milano e un'altra su Torino (che a loro volta sono le uniche corse di categoria Frecciabianca ancora esistenti in Italia). Al 9 novembre 2024, il parco ETR.460 vede un convoglio demolito, uno accantonato ad Alessandria Smistamento e due accantonati a Roma San Lorenzo ed i restanti ancora in regolare servizio sulle relazioni Frecciabianca della linea tirrenica.

## Composizione
La composizione degli ETR.460 è di 9 casse di cui 6 motorizzate. La disposizione, indicando con MP una cassa motorizzata con cabina di guida, con M una cassa motorizzata intermedia e con R una cassa intermedia rimorchiata, è MP-M-R-R-M-M-R-M-MP. Il rodiggio di una motrice è (1A)(A1) mentre quello delle rimorchiate è 2'2'. Delle nove carrozze, tre vengono adibite a prima classe, cinque a seconda classe ed una, rimorchiata e situata al centro, a carrozza bar/ristorante.

## Servizi
Gli ETR.460, in virtù delle loro caratteristiche, sono stati utilizzati per servizi di punta sia sulla rete dedicata all'alta velocità con alimentazione a 3 kV CC (la linea direttissima Firenze-Roma e la linea a monte del Vesuvio) che su linee tradizionali; un utilizzo classico era quello sui treni di categoria Eurostar quando in Italia non erano ancora state realizzate ed attivate le linee dedicate ai treni AV.
Dal 2013 vengono impiegati nell'ambito commerciale dei servizi Frecciabianca sulla direttrice costiera tirrenica settentrionale (Torino/Milano-Genova-Roma), motivo per il quale hanno tutti assunto la nuova livrea Frecciabianca (la prima unità a ricevere tale schema di coloritura è stata il convoglio numero 30). Dal 2013 al 2020 hanno espletato anche i collegamenti Frecciabianca della direttrice costiera tirrenica meridionale (Roma/Napoli-Reggio Calabria) e, fino al 2023, anche quelli della direttrice trasversale (Roma-Rimini-Ravenna), poi convertiti in Frecciargento. Attualmente sono gli unici convogli assegnati, di norma, solo ai servizi Frecciabianca; quando non sono disponibili, vengono sostituiti da ETR.485 in livrea Frecciargento fuori turno.

## Incidenti

Una delle carrozze sventrate dell'ETR.460 Botticelli nell'incidente ferroviario di Piacenza, 12 gennaio 1997.

L'ETR.460 numero 29, soprannominato Botticelli, fu coinvolto in un grave incidente presso la stazione di Piacenza, avvenuto alle ore 13:26 del 12 gennaio 1997: il convoglio, in servizio come treno 9415 tra Milano Centrale e Roma Termini, stava percorrendo l'ampia curva di ingresso dello scalo emiliano, quando la carrozza di testa deragliò e si intraversò sui binari impattando contro un palo della linea aerea che la sventrò da parte a parte, e con essa altre sei delle nove casse uscirono dai binari accatastandosi una sull'altra. Il bilancio dell'incidente fu di otto persone decedute e trentasei feriti; a bordo del mezzo si trovava anche il politico italiano Francesco Cossiga, che non subì gravi conseguenze in quanto in quel momento si trovava temporaneamente in una delle due carrozze intatte (mentre il posto che aveva assegnato era collocato nella parte di treno danneggiata).
La causa del deragliamento fu ufficialmente ascritta all'eccessiva velocità (circa 160 km/h) con cui il treno avrebbe affrontato il tratto, nel quale il limite di velocità è di 105 km/h (il più basso di tutta la linea Milano-Bologna, proprio a causa della curva incriminata). Un'altra possibile causa ipotizzata fu la rottura dell'albero di trasmissione che collegava i motori al carrello anteriore della carrozza di testa, il quale, cadendo e impuntandosi nel terreno, avrebbe causato una sorta di effetto catapulta che spiegherebbe l'intraversamento della stessa sui binari: le FS e FIAT Ferroviaria tuttavia smentirono tale possibilità, spiegando che su questi treni gli alberi di trasmissione erano stati inseriti in gabbie metalliche proprio per evitare tale rischio e che lo stesso treno era già stato oggetto di controlli e riparazioni al riguardo. Nei mesi immediatamente successivi, tutti gli altri ETR.460 vennero comunque ritirati temporaneamente dal servizio per delle verifiche speciali.

## Curiosità
Nei mesi di febbraio e marzo 2024 l'ETR.460 27 è stato equipaggiato sperimentalmente di un pantografo monobraccio tipo JRC200, progettato dal Joint Research Center (JRC) Trasporti del Politecnico di Milano, per testarne il comportamento in linea sotto catenaria 3 kV cc, finalizzato alla successiva installazione sui convogli ETR.108 Pop da 200 Km/h. Le prove di omologazione hanno visto la partecipazione di personale della direzione tecnica di Trenitalia e Italcertifer, con ripetuti test di velocità a 80, 110, 140, 170, fino ai 200 km/h.